# Giantess

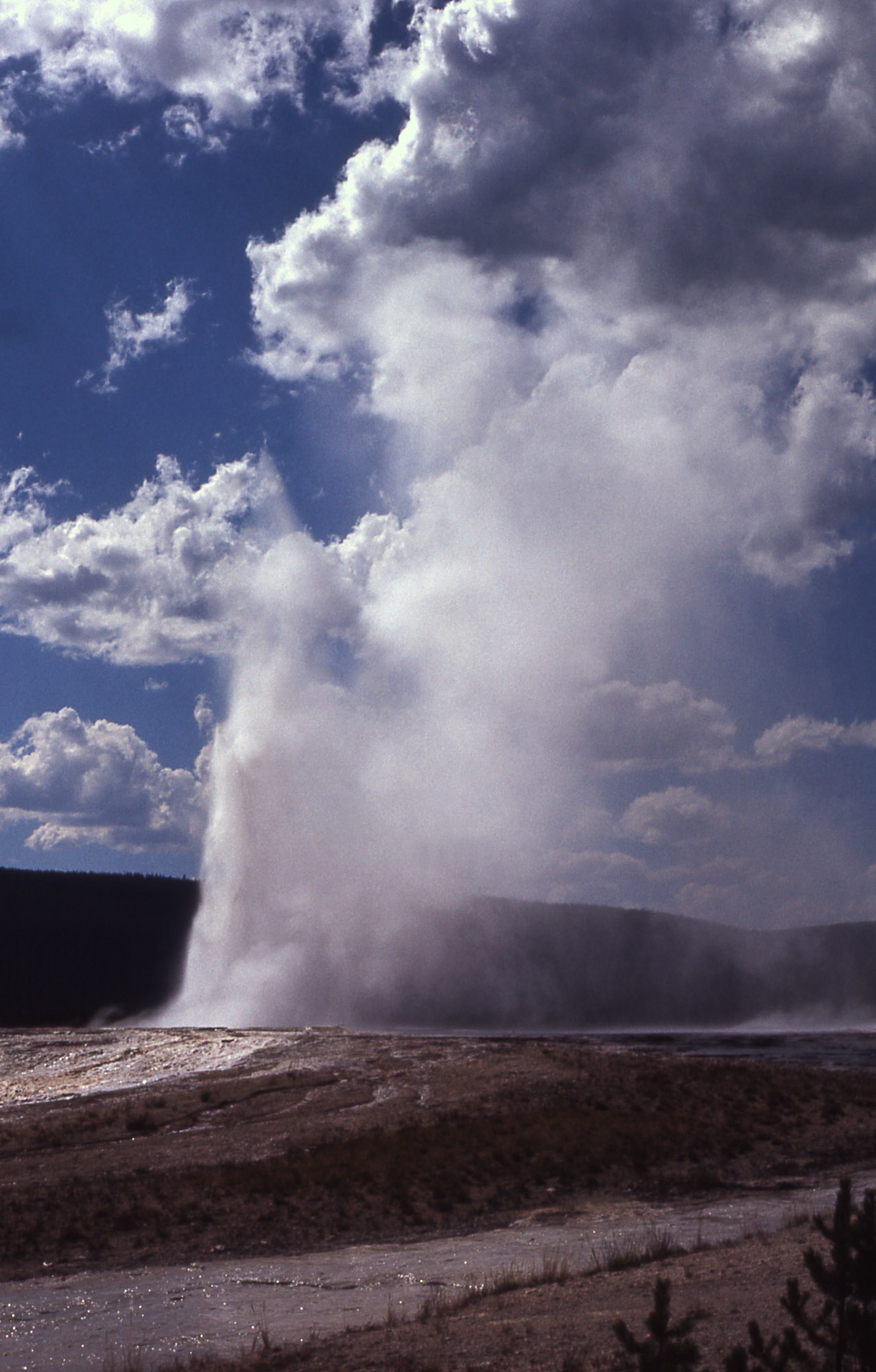
Gejzer Giantess

Giantess – gejzer położony w Upper Geyser Basin w Parku Narodowym Yellowstone w Stanach Zjednoczonych. 
Wyrzuca na wysokość 50-70 metrów, w czasie od trzech godzin do dwóch dni. Wybuchy występują bardzo nieregularnie, od dwóch do sześciu razy w roku. Okoliczny teren może wibrować od podziemnych eksplozji pary wodnej.